# کیشرچه
کیشرچه (به مجاری:  Kisrécse) یک منطقهٔ مسکونی در مجارستان است که در زالا واقع شده‌است.